# Alexander Calder

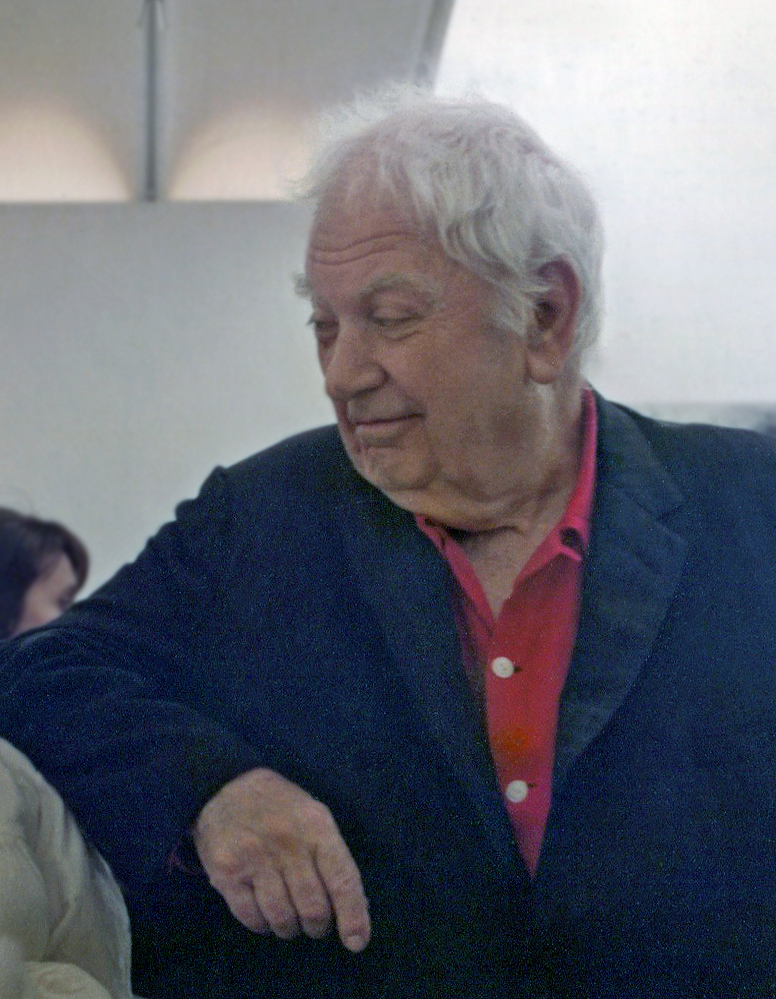
Alexander Calder en 1968.

Alexander Calder (Lawnton, Pensilvania, 22 de julio de 1898-Nueva York, 11 de noviembre de 1976) fue un escultor estadounidense conocido por ser el inventor del móvil (esculturas cinéticas colgantes) y precursor de la escultura cinética.
Reconocido principalmente por sus esculturas, también creó pinturas, grabados, miniaturas (como su famoso El Circo de Calder), escenografía, joyas, tapices, alfombras y carteles políticos. Calder fue honrado por el Servicio Postal de los Estados Unidos con un conjunto de cinco sellos de 32 centavos en 1998. También recibió la Medalla Presidencial de la Libertad después de negarse a recibirla de Gerald Ford en protesta por la Guerra de Vietnam; esta medalla la recibió en 1977, un año después de su muerte.
Su obra más importante son las monumentales "Nubes Flotantes" (1952-1953) del Aula Magna de la Universidad Central de Venezuela en Caracas. Esta obra forma parte del Patrimonio de la Humanidad de la Unesco. Las nubes de Calder fueron especialmente diseñadas para combinar arte y tecnología, haciendo del auditorio una de las cinco salas con la mejor acústica del mundo.

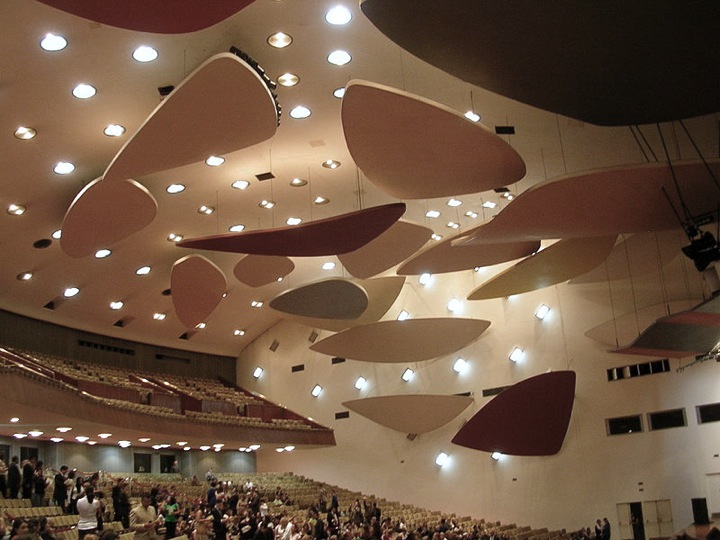
Aula Magna de la Universidad Central de Venezuela

Un factor interesante y novedoso fue el sonido, y lo tuvo presente en sus obras, ya que sus estructuras chocaban unas con otras. Además se interesó por las sombras que proyectaban sus móviles, tan cambiantes como su pieza en sí, por lo que empezó a cuidar la iluminación de los espacios expositivos.

## Biografía
Alexander "Sandy" Calder nació en 1898 en Lawnton (Pensilvania), sin embargo, su fecha concreta de nacimiento sigue siendo motivo de confusión. Según las fuentes, Calder nació el 22 de julio, pero su certificado de nacimiento en el ayuntamiento de Filadelfia aparece fechado como el 22 de julio. Cuando la familia de Calder se enteró de ello manifestaron que los funcionarios de la ciudad habían cometido un error.[cita requerida]
Alexander Calder proveniente de una familia de escultores. Su abuelo, el escultor Alexander Milne Calder, nació en Escocia y había emigrado a Filadelfia en 1868. Sus progenitores también se dedicaban al oficio del arte: su padre Alexander Stirling Calder fue un conocido escultor que creó muchas instalaciones públicas y su madre Nanette Lederer Calder era una retratista profesional que había estudiado en la Academia Julian y en la Universidad de la Sorbona en París desde 1888 hasta 1893. En 1894 Nanette se mudó a Filadelfia, donde conoció a Stirling Calder mientras estudiaba en la Academia de Bellas Artes de Pensilvania. Los padres de Calder se casaron el 22 de febrero de 1895.
En 1902, Calder posó desnudo para la escultura de su padre "The Man Cub" y ese mismo año completó su primera escultura, un elefante de arcilla. Tres años más tarde, el padre de Alexander contrajo tuberculosis y los padres de Calder se mudaron a un rancho en Oracle (Arizona), dejando a los niños al cuidado de unos amigos de la familia. Los niños se reunieron con sus padres a fines de marzo de 1906 y se quedaron en el rancho en Arizona hasta el otoño del mismo año. Después de Arizona, la familia se mudó a Pasadena (California). El sótano con ventana de la casa familiar se convirtió en el primer estudio de Calder y recibió su primer conjunto de herramientas. Utilizó trozos de alambre de cobre que encontró en la calle para hacer joyas para las muñecas de su hermana.
En 1919 Calder acaba sus estudios de Ingeniería Mecánica y en 1923 asistió a la Liga de Estudiantes de Arte de Los Ángeles, donde recibió la influencia de los artistas de la escuela.
En 1925 contribuyó con unas ilustraciones en la "National Police Gazette". En 1926 se trasladó a París y comenzó a crear figurillas de madera y alambre, germen del posterior desarrollo de sus famosas miniaturas circenses. En los años 1930, se hizo célebre en París y en los Estados Unidos por sus esculturas de alambre, al igual que por sus retratos, sus bosquejos de línea continua y sus abstractas construcciones motorizadas.
En 1967 creó un móvil en la fábrica Biémont de Tours (Francia), incluido el "HOMBRE", todo de acero inoxidable de 24 metros de altura, encargado por la International Nickel de Canadá (Inco) para la Exposición Universal de Montreal. Todas las fabricaciones se hacen a partir de un modelo producido por Calder, en el departamento de Diseño Industrial (encabezado por el Sr. Porcheron, Alain Roy, François López y Michel Juigner) se realizó el diseño a escala y luego el montaje es asignado a trabajadores caldereros calificados para la fabricación, Calder supervisa todas las operaciones y se modifican si es necesario el trabajo. Todos los stabiles están hechos de acero al carbono y pintados de negro en su mayoría, excepto el hombre que va a ser de acero inoxidable (crudo), el móvil está hecho de aluminio y duraluminio.

## Obras

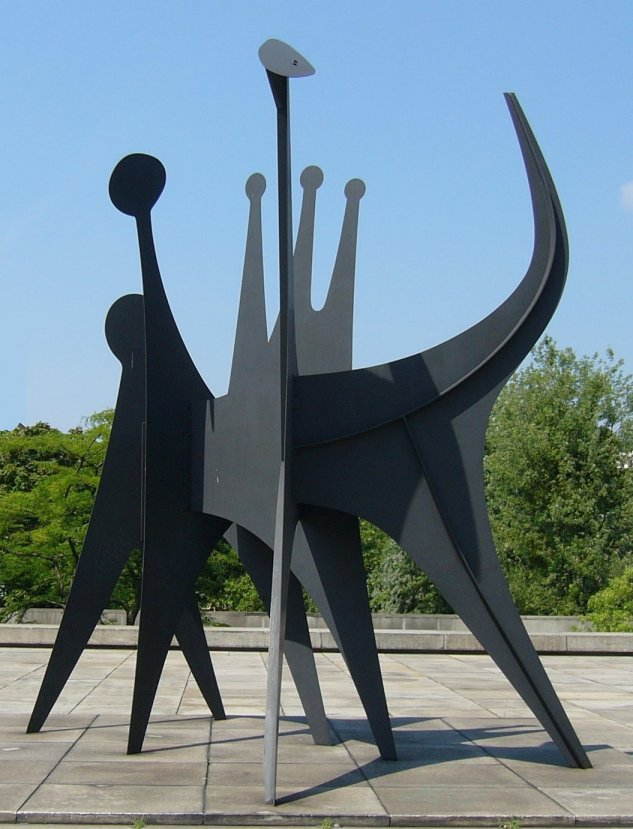
Têtes et Queue (1965), Stahlstabile Neue Nationalgalerie, Berlín
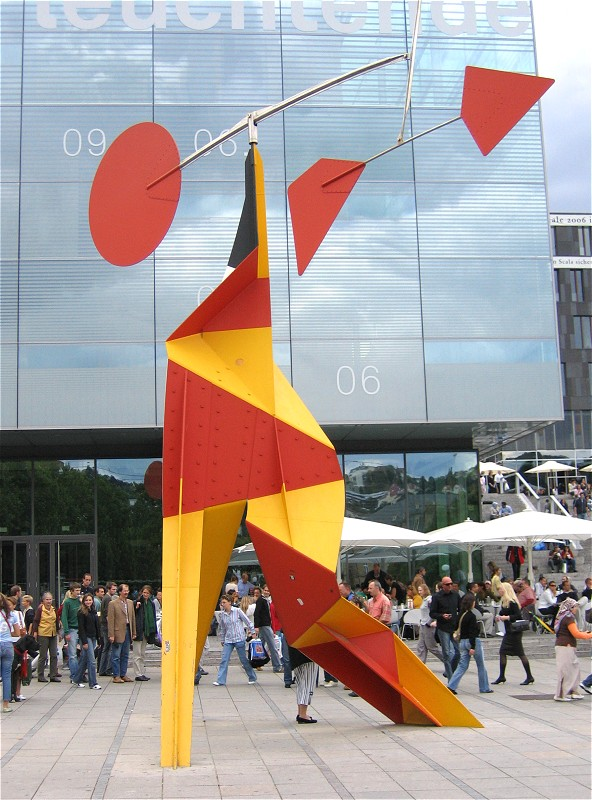
Crinkly avec disc rouge (1973) Schlossplatz in Stuttgart
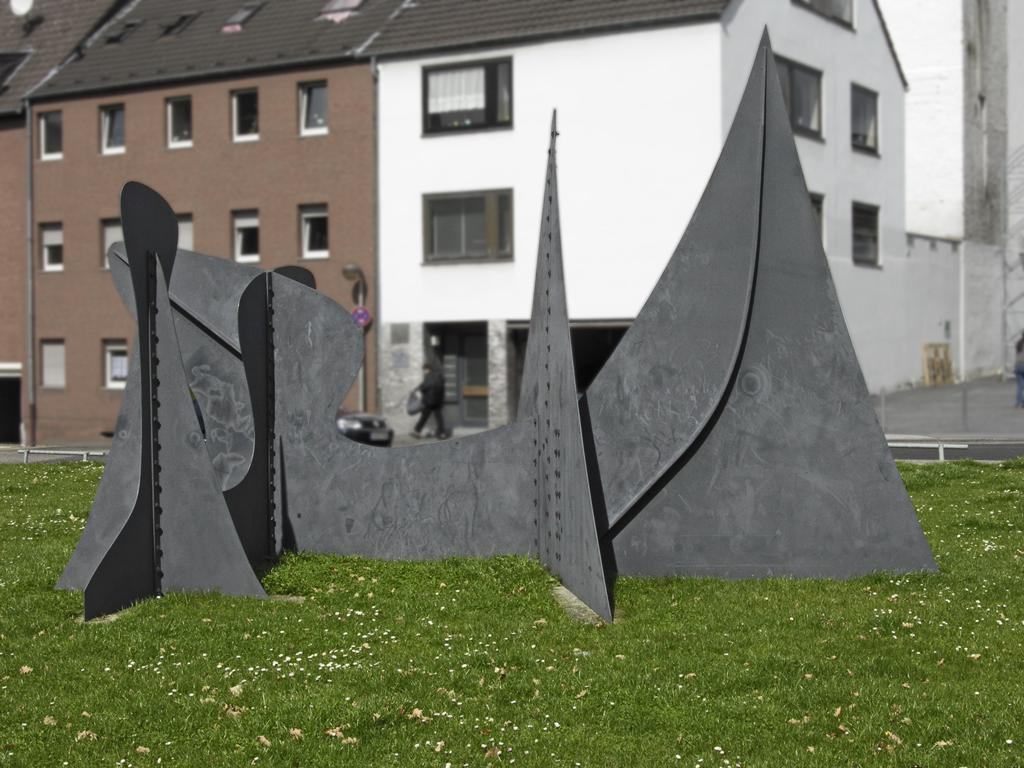
Pointes et Courbes (1970) Skulpturengarten Museum Abteiberg, Mönchengladbach
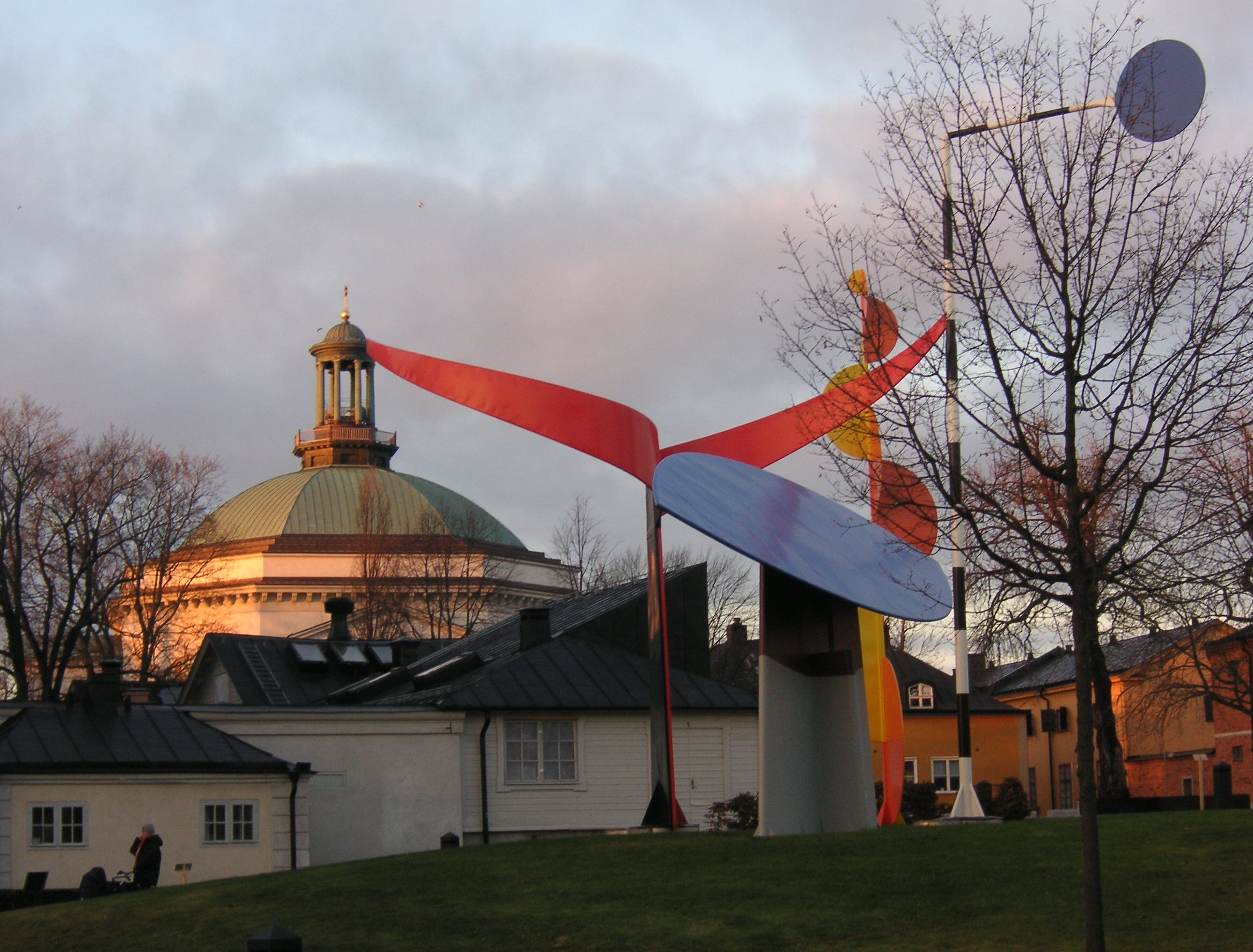
The Four Elements (1961) Moderna Museet in Estocolmo
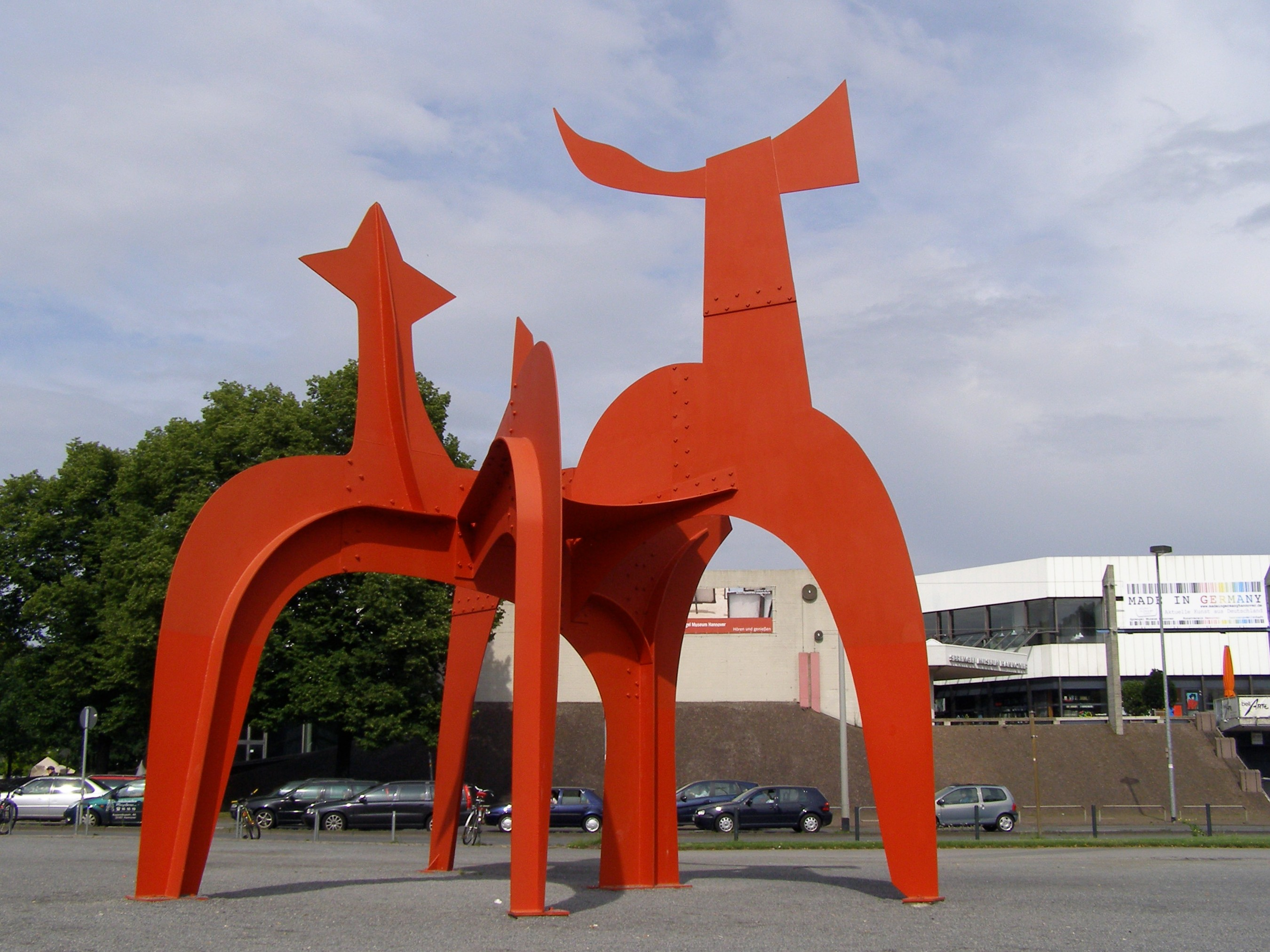
Le Halebardier (1971) Am Maschsee in Hanóver
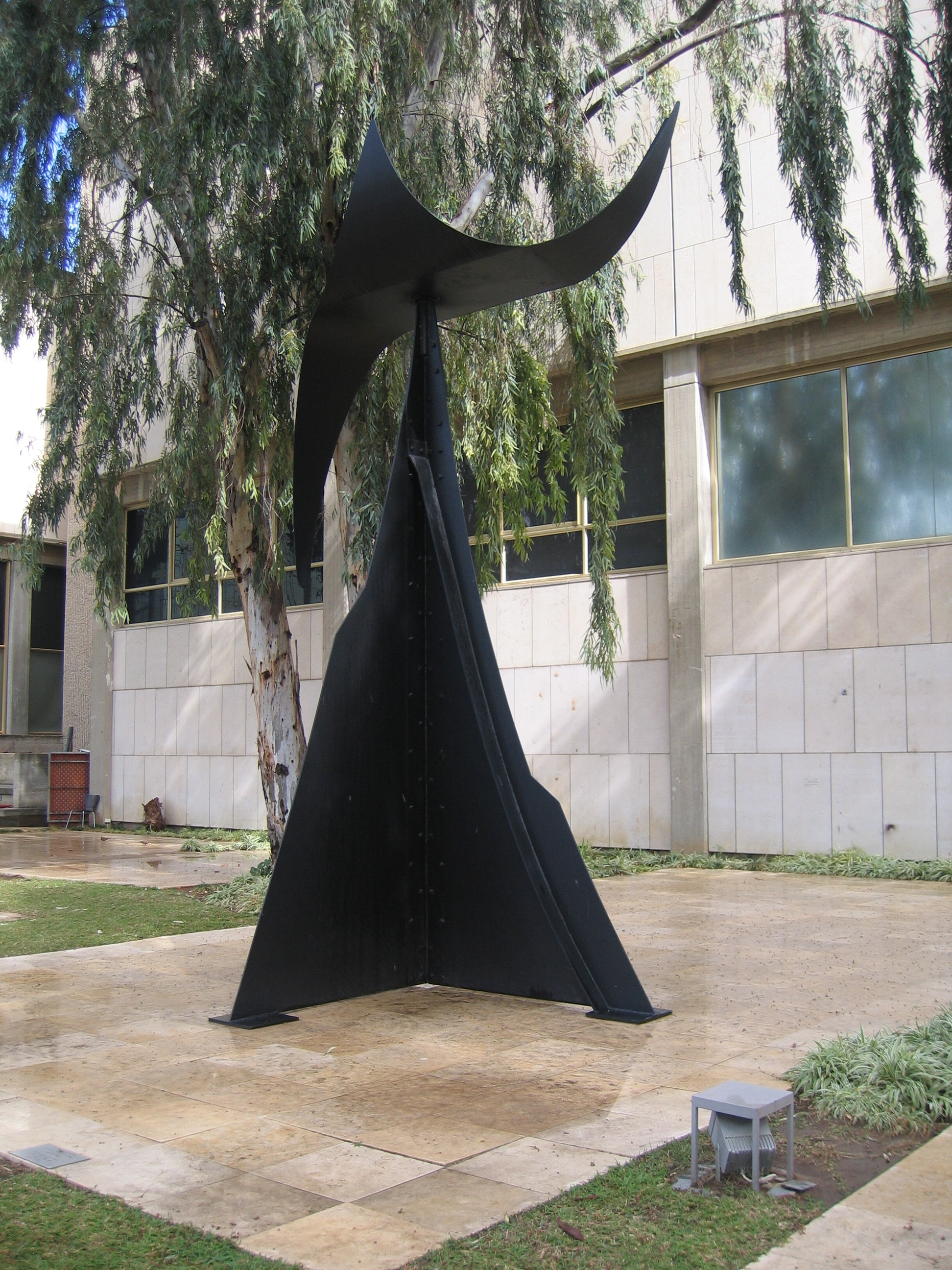
Feuille d’arbre (1974) Tel Aviv, Israel
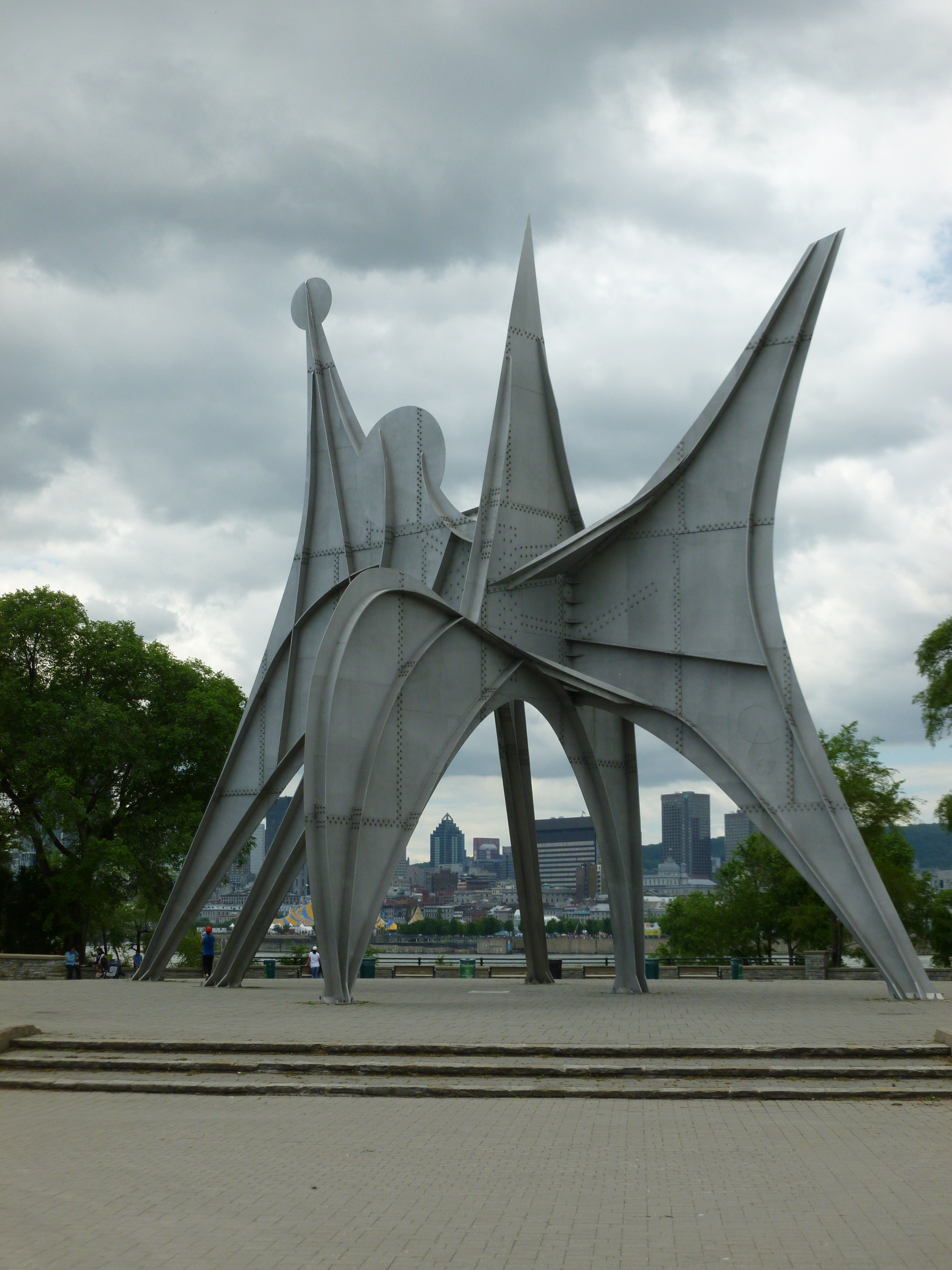
Trois disques (1967) Montreal, Canadá
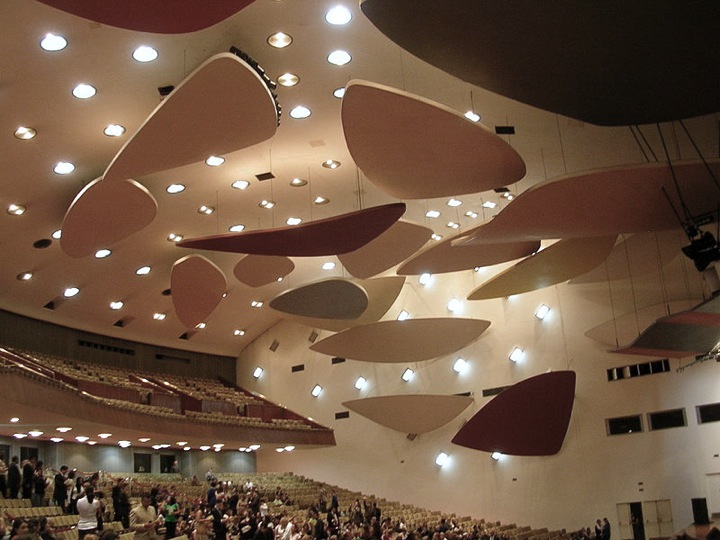
Aula Magna, Las Nubes (1953) Universidad Central de Venezuela
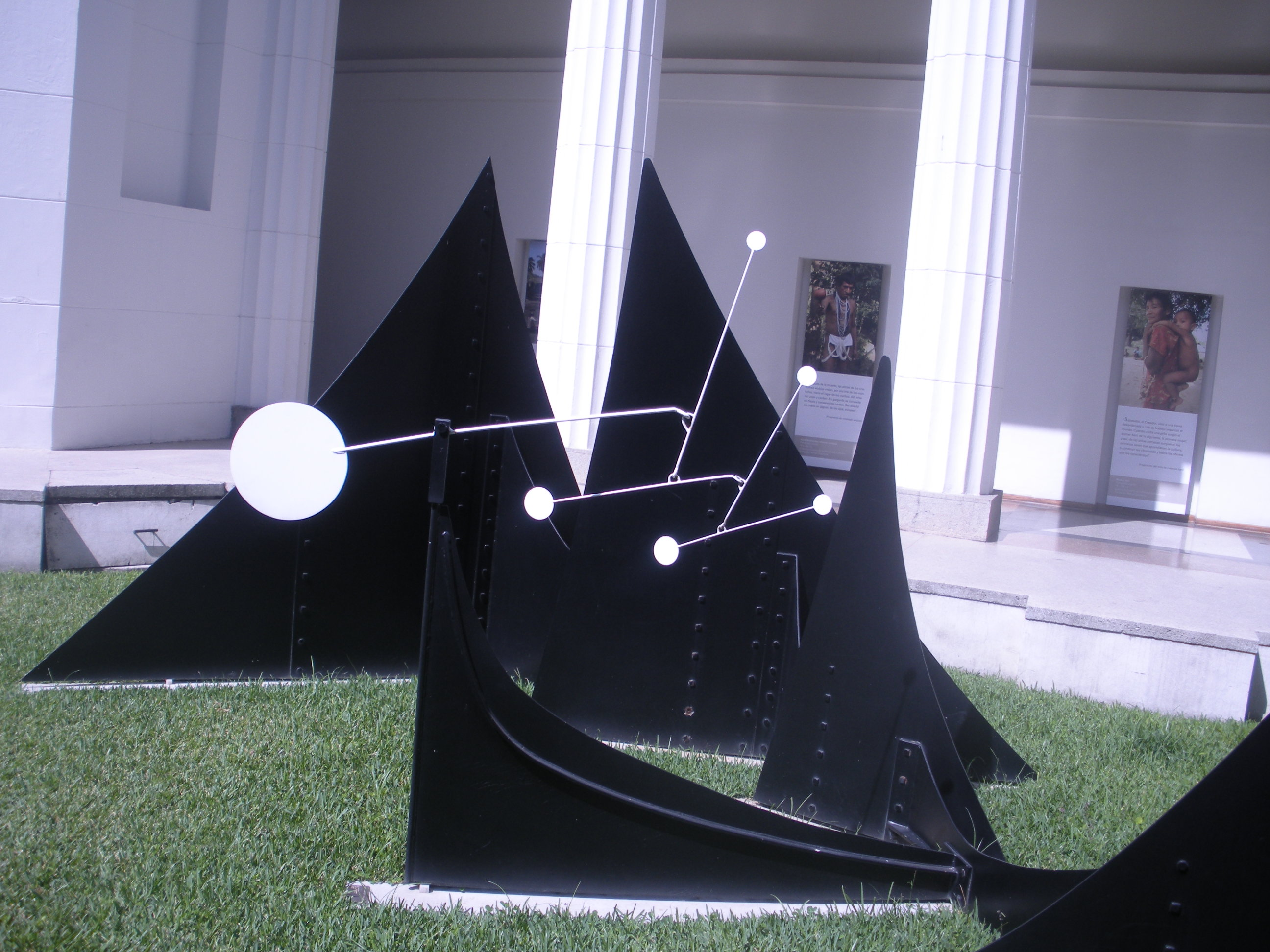
La Ciudad 1960 Galería de Arte Nacional en Caracas - Venezuela